# Quartier des Étangs
Ne doit pas être confondu avec Quartier des étangs d'Ixelles.
Le quartier des Étangs (en néerlandais : Vijverswijk) est un quartier du sud de la commune d'Anderlecht (Région de Bruxelles-Capitale). Son nom fait allusion aux étangs du Parc des Étangs situé entre l'avenue Marius Renard et le boulevard Maurice Carême. Ce quartier mêle intimement espaces verts et habitat et est ainsi représentatif du Park system.

## Curiosités et sites importants
- Parc des Étangs
- Parc Jean Vives, au Nord de l'avenue Marius Renard.
- Parc Joseph Lemaire, au Nord Ouest du quartier.
- Neerpedebeek ou Pede, ruisseau qui traverse le quartier.
- Institut Redouté-Peiffer, école d'horticulture

## Aperçu sur le quartier
| Liste des adresses | Plan du quartier |
| --- | ---------------- |
| - avenue Marius Renard - rue Pierre Longin - avenue Romain Rolland (fin) - square Frans Hals - avenue Charles De Tollenaere - rue Antoine Nys - rue de la Vigne - avenue Dr Lemoine - place Martin Luther King - avenue Claeterbosch - square Victor Voets - boulevard Maurice Carême - boulevard Théo Lambert - allée Clara Clairbert - square Jean Hayet - square Marie Curie | Plan du quartier |